# سيسكا كييف
سيسكا كييف أو النادي المركزي للجيش كييف ( (بالأوكرانية: "ЦСКА Київ")‏ ) هو نادٍ أوكراني لكرة القدم للهواة، حتى عام 2001 تابع لنادي الرياضة المركزي للقوات المسلحة الأوكرانية، والذي ترعاه الحكومة من قبل وزارة الدفاع . كان يسمى سابقاً فريق المزرعة، وذلك في الفترة 1994-2001 تم تغيير اسمه لاحقًا إلى أرسنال كييف.
بعد إعادة التنظيم في عام 2001 ، تمت رعاية قسم كرة القدم "FC CSKA Kyiv" بشكل خاص حتى عام 2009 عندما انسحب من الدوري المحترف في 4 سبتمبر 2009 بسبب نقص الدعم المالي.

## تاريخ النادي

### ما بين عامي (1934-1992)
تأسس فريق كرة القدم في عام 1934 في خاركيف كجزء من نادي الضباط السوفييت (لاحقًا CSKA ) وحصل على اسم المنطقة العسكرية الأوكرانية - خاركيف (بالأوكرانية: Український Військовий Округ)‏ . خلال النظام السوفيتي كان الفريق جزءًا من المجتمع الرياضي للقوات المسلحة السوفيتية.
في نهاية عام 1934 تم نقل الفريق إلى كييف أثناء نقل العاصمة الجمهورية. تم تغيير اسمها إلى نادي الضباط - كييف (بالأوكرانية: Дім офіцерів)‏ . في 1947-1956 كان الفريق يسمى ODO Kyiv (نادي ضباط المنطقة - كييف)
وفي عام 1952 ، تحت هذا الاسم، وصل الفريق إلى مرحلة نصف النهائي من الكأس الوطنية السوفيتية .
في عام 1957 ، لعب الفريق تحت اسم OSK Kyiv (نادي الحي الرياضي - كييف). يعتبر عام 1957 هو العام الرسمي لتأسيس النادي. في 1957-1959 أطلق على فريق كرة القدم للرجال في الجيش الأوكراني اسم SKVO Kyiv (الحي الرياضي للنادي العسكري - كييف)
في 1960-1971 - SKA Kyiv (نادي الجيش الرياضي - كييف).
في عام 1972 ، انتقل الفريق إلى تشيرنيهيف وغير اسمه إلى تشيرنيهيفي إس كي وعاد إلى كييف
في عام 1976 عاد باسم SKA نادي الجيش الرياضي.
في 1981-1982 ، كان الفريق قد قضى آخر مهمة له في الدوري السوفيتي على المستوى الثاني لكرة القدم السوفيتية.

### سسكا كييف (1992-1994)
تم إنشاء نادي سسكا كييف بدلاً من فريق كرة القدم السوفيتي نادي الجيش الرياضي - كييف في 15 ديسمبر 1992 أثناء عملية إعادة تنظيم الجيش الأوكراني. في نهاية موسمه الأول في عام 1992 تحت اسم نادي الجيش الرياضي - كييف تم تغيير إسمه خلال صيف 1992 إلى ZS - Oriana (abbr. القوات المسلحة - أوريانا ).
في عام 1993 ، قام الفريق بتغيير اسمه أيضاً إلى ZS - أوريانا (القوات المسلحة - أوريانا) وثم تم تعديل إسمه إلى (النادي الرياضي المركزي للقوات المسلحة الأوكرانية).
أعلى مكان وصل إليه في البطولة الأوكرانية كان الخامس في الدوري الأول.

### الفريق الثاني لسسكا بوريسفن وأرسنال (1994-2001)
في عام 1994 ، تمت ترقية نادي سسكا كييف أثناء وجوده في الدوري الثالث إلى الدوري الثاني. تم دمج بوريسفين بوريسبيل الذي كان يلعب في 1994-1995 الدوري الأوكراني الأول في منتصف الموسم مع النادي الرياضي المركزي للقوات المسلحة الأوكرانية تحت اسم إف سي سسكا بوريسفن كييف . في ذلك الوقت، حصل النادي الرياضي المركزي للقوات المسلحة الأوكرانية على فريقين محترفين، أحدهما في الدوري الأوكراني الأول، والآخر في الدوري الأوكراني الثاني . ظل إف سي سسكا كييف ثاني فريق في الدوري الثاني. في عام 1995 تمت ترقية إلى الدوري الأوكراني العالي .
عند انتهاء موسم 1995-1996 من الدوري الممتاز الأوكراني ، تم حذف كلمة بوريسفين من الاسم وأصبح الفريق الاحتياطي، الذي حصل بالصدفة على الترقية إلى الدوري الأول الآن . في عام 1997 ، تمت استعادة فريق بوريسبيل أولاً على مستوى الهواة ثم حصل على مكانة احترافية مرة أخرى.
في عام 2001 ، باع النادي الرياضي المركزي للقوات المسلحة الأوكرانية النادي. تم شراء الفريق الأول من قبل إدارة بلدية كييفان وتم إصلاحه ليصبح نادي أرسنال كييف الجديد "FC Arsenal Kyiv ". بدوره، تم بيع الفريق الثاني لمالك آخر وعاد إلى اسم سيسكا كييف الذي يواصل اللعب في الدوري الأوكراني الأول .

### سسكا كييف

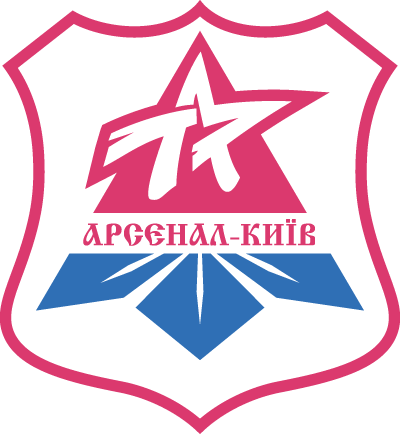
يحتوي شعار FC Arsenal Kyiv الأصلي على بعض عناصر CSKA Kyiv

منذ عام 2001 ، لعب إف سي سسكا كييف في الدوري الأوكراني الأول حتى عام 2008 عندما هبط إلى الدوري الأوكراني الثاني .
في عام 2009 أفلس إف سي سسكا كييف واختفى النادي من كرة القدم.

شعار سسكا كييف

### الإصلاح كنادي هواة (منذ 2013)
سسكا كان غائبا فقط عن كرة القدم لمدة 4 سنوات.  في عام 2013 ، أنشأ فريق الهواة لكرة القدم أتلانت كييف  والمنظمة العامة «سسكا الأوكرانية» نادي كرة قدم للهواة يسمى سسكا كييف . منذ عام 2013 ، يلعب فريق سسكا لكرة القدم بين فرق الهواة في دوري الدرجة الأولى لبطولة منطقة كييف لكرة القدم. 
في عام 2015 ، تقدم سسكا كييف بقيادة فيكتور إيشينكو بطلب للحصول على بطولة ماكاروف التذكارية. يمثل فريق CSKA الجديد الكلية الجمهورية للتربية البدنية .

### 2021
يشارك الفريق في بطولة وكأس KSRFF (الاتحاد الإقليمي لكرة القدم في كييف- سفياتوشينسكي).

## تاريخ التسمية
- 1934 - UVO خاركوف
- 1934 - دو كييف
- 1947 - ODO كييف
- 1957 - OSK كييف
- 1957 - SKVO كييف
- 1960 - SKA كييف
- 1971 - SK تشيرنيهيف
- 1976 - SKA كييف
- 1992 - FC ZS- أوريانا كييف
- 1993 - FC CSK ZSU Kyiv
- 1994 - سسكا كييف
- 1995 - FC CSKA-2 Kyiv
- 2001 - إف سي سسكا كييف

## مرتبة الشرف

### نادي الجيش الرياضي - كييف
- بطولة SSR الأوكرانية
  - الفائزون (4): 1949 ، 1951 ، 1980 ، 1983
  - المركز الثاني (5): 1946 ، 1964 ، 1965 ، 1977 ، 1979
- كأس جمهورية أوكرانيا الاشتراكية السوفياتية
  - الفائز (1): 1976
  - الوصيف (1): 1954

## مسابقات أوروبية
كأس الكؤوس الأوروبية
| موسم      | مستدير           | النادي     | مسكن | بعيد | Aggr. |
| --------- | ---------------- | ---------- | ---- | ---- | ----- |
| 1998-1999 | الدورة التمهيدية | مدينة كورك | 2-1  | 0-2  | 2-3   |

الدوري الأوروبي
| موسم    | مستدير           | النادي          | مسكن | بعيد | Aggr. |
| ------- | ---------------- | --------------- | ---- | ---- | ----- |
| 2001–02 | الدورة التمهيدية | إف سي جوكريت    | 2-0  | 2-0  | 4-0   |
|         | الجولة الأولى    | ريد ستار بلغراد | 3-2  | 0–0  | 3-2   |
|         | المرحلة الثانية  | نادي بروج KV    | 0-2  | 0-5  | 0-7   |

## أطقم كرة القدم والجهات الراعية
| سنين      | طقم لكرة القدم | الراعي القميص  | ملحوظات |
| --------- | -------------- | -------------- | ------- |
| 1998-1999 | ريبوك          | Ukrspetsexport |         |
| 1999-00   | ريبوك          | -              | -       |
| 2000-01   | بوما           | ششريى دار      |         |

## أصحاب
- قبل عام 2001 - النادي الرياضي المركزي للقوات المسلحة الأوكرانية (ممول من الدولة)
- 2001-2009 - مالك خاص
- منذ 2013 - سسكا أوكرانيا (منظمة عامة)

## روابط خارجية
- منظمة عامة CSKA Kyiv
- موقع غير رسمي لنادي الجيش
- الموقع الرسمي لـ CSK ZSU
- حول اللجنة الرياضية بوزارة الدفاع